# ネオクラシカルメタル
ネオクラシカルメタル (Neo-Classical Metal) は、ヘヴィメタルのジャンルの一つ。通称ネオクラ。

## 特徴
1983年にスティーラーを経てアルカトラスに加入した当時19歳のギタリスト、イングヴェイ・マルムスティーンによってこのジャンルは開拓された。その音楽性は、クラシックと同じコード進行を用い、そこにギターやキーボードで速弾きなどの高度な技術を数多く導入するものであり、すでにリッチー・ブラックモア、ランディ・ローズやウリ・ジョン・ロートが模索していた方向性を、より徹底的に追求したものであると言える。ハーモニックマイナースケールやディミニッシュコードを多用したり、バッハやモーツァルト、ヴィヴァルディなどのフレーズを直接導入したりすることもあり、他にも中世を彷彿とさせる衣装を着るなどファッション的見地からの特徴も見られる。イングヴェイ自身はバッハの他、パガニーニのヴァイオリンの作品に大きな影響を受けたと語っている。

## シーン

### 開拓期〜成長期
イングヴェイ・マルムスティーンに目をつけたシュラプネル・レコーズの社長、マイク・ヴァーニーがこのシーンの開拓を画策。以後、ジェイソン・ベッカーやトニー・マカパイン、マーティ・フリードマンやヴィニー・ムーア、それにポール・ギルバートなどが現れた1980年代中期、ネオクラシカルシーンは過熱を迎えた。

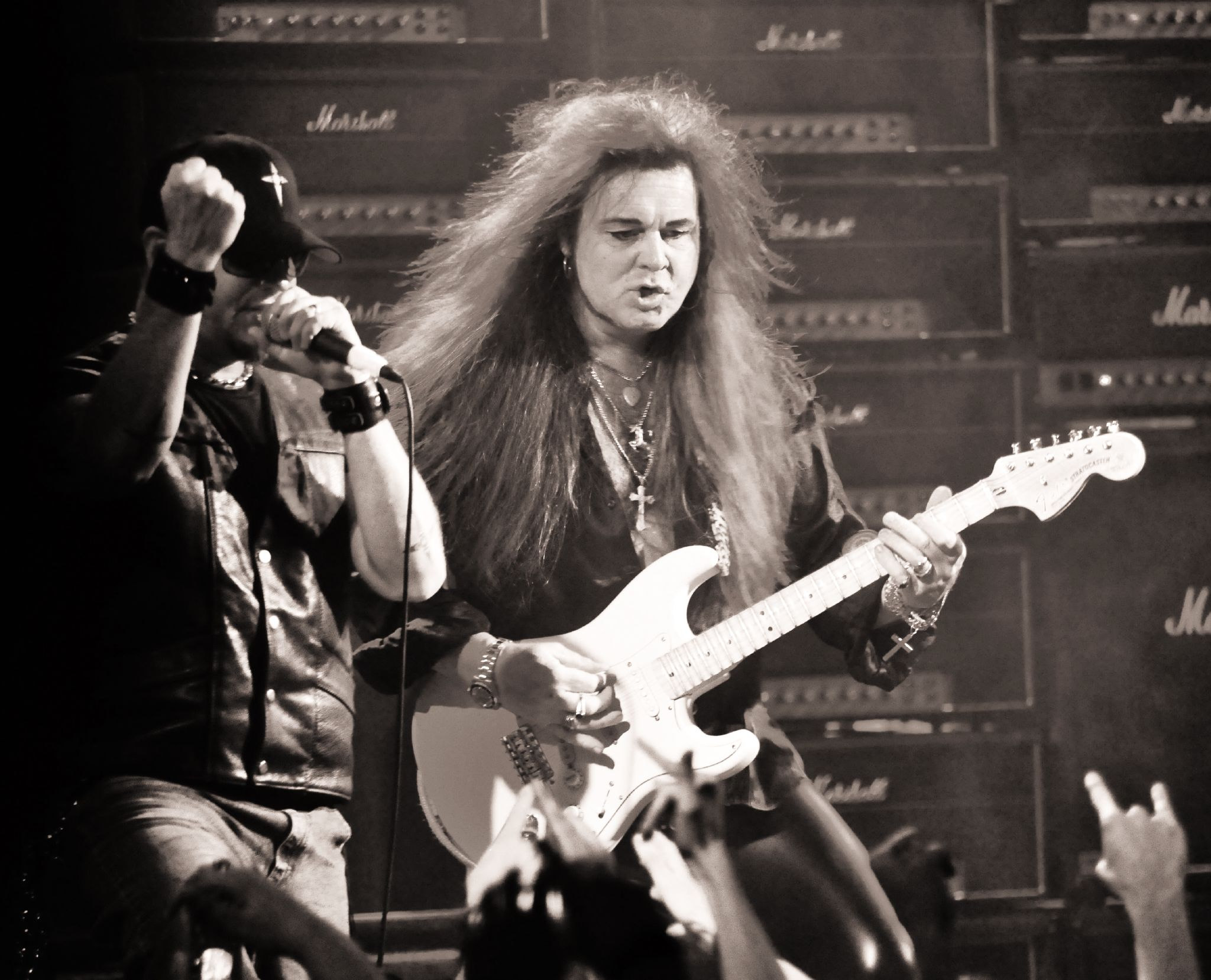
イングヴェイ・マルムスティーン

### 成熟期〜衰退期
1980年代後半、次から次へと高度な技術を備えたプレイヤーが出現、やがて、シーンは飽和状態へ向かう。その後、1990年代に入ると、ニルヴァーナに代表される、グランジ・オルタナティブ・ミュージックの流行もあり、ヘヴィメタルシーン全体が衰退へ向かっていった。
1980年代中期に活躍したギタリスト達の中には『ネオクラシカル』から脱却し、フュージョンまたはファンクスタイルへ移行していった者も少なくなかったが、評価は芳しい物ではなかった。
その一方、イングヴェイが日本武道館での公演で成功を収めた事や、かつてイングヴェイのコピーと言われたクリス・インペリテリ率いるインペリテリが主戦場を日本に移して、オーソドックスなネオクラシカル・メタルを展開するなど、日本での人気は1990年代以降も、ある程度維持されていた。

### 現況
「ロックとクラシックの融合」というのは普遍的なテーマであり、かつてはディープ・パープルがオーケストラと競演したこともあった。近年ではメタリカやスコーピオンズといった地位を確立したバンドたちがオーケストラとの競演を果たしている。しかし、これは必ずしも音楽の内容ではなく、演奏形態における融合に留まっており、ネオクラシカルメタルとは一線を画すものであると言える。
1980年代から現在に至るまで、音楽性としてのネオクラシカルメタルは、必ずしもヘヴィメタルシーンの中心を担うものではなかったが、その影響は無視できるものではない。ストラトヴァリウスやソナタ・アークティカなどに代表される、パワーメタルバンドの殆どは、ネオクラシカルの要素を採り入れ、セリオンやナイトウィッシュなどのシンフォニックメタル勢、あるいはブラックメタルのバンドたちにもその影響は及んでいる。

## 主なアーティスト・バンドの一覧

### バンド
- アイアン・マスク
- アーテンション
- アダージョ（Adagio）
- アット・ヴァンス
- アルカトラス（初期）
- アングラ
- インペリテリ
- ヴィシャス・ルーモアズ
- Warmen
- NZM
- カコフォニー（Cacophony）
- クライロード
- ゴールデン・レザレクション（Golden Resurrection）
- シルヴァー・マウンテン
- シンフォニー・エックス
- シンフォニア
- ストラトヴァリウス
- スペース・オデッセイ
- ソナタ・アークティカ
- ダーク・ムーア
- タイム・レクイエム
- チャステイン
- チルドレン・オブ・ボドム（初期）
- ドラゴンフォース
- ドリームズ・ガーデン
- マジェスティ・オブ・リヴァイバル（Majesty Of Revival）
- マジェスティック
- ラプソディー・オブ・ファイア
- リング・オブ・ファイア
- レイン・エクシード（REIN XEED）
- レーサーX
- レオナルド（LEONARDO）
- ロイヤル・ハント

### ソロアーティスト
- アンダース・ヨハンソン
- イングヴェイ・マルムスティーン
- イェンス・ヨハンソン
- ヴィタリ・クープリ
- ヴィニー・ムーア
- クリス・インペリテリ
- グレッグ・ハウ（初期）
- ジェイソン・ベッカー
- ジョーイ・タフォーラ
- デヴィッド・T・チャステイン
- トニー・マカパイン
- ピエール・ゴネーラ
- ポール・ギルバート
- マーティ・フリードマン（初期）
- リチャード・アンダーソン

### 日本のアーティスト
- Concerto Moon
- GALNERYUS
- Versailles
- Moi dix Mois
- 摩天楼オペラ
- MinstreliX
- Ark Storm
- AREA51
- Raphael
- ケリー・サイモン